# 사라반드
사라반드(sarabande ← 사라반다(스페인어: zarabanda)에서 유래)는 바로크 시대에 유행했던 춤곡이다.
제1박째부터 시작되는 완만한 속도의 고전 춤곡이다. 박자는 3/2박자 또는 3/4박자로, 장중한 표정을 갖는다. 리듬의 면에서는 때때로 제2박째부터 연장되든가 제2박째에 악센트가 있다. 고전 모음곡에서는 쿠랑트 다음에 놓여 주요 춤곡으로 되어 있다.